# Francesco Gaude
Francesco Gaude (Cambiano, 5 de abril de 1809 - Roma, 14 de dezembro de 1860) foi um cardeal italiano.

## Biografia

### Infância e educação
Francesco Vincenzo Gaude nasceu em 5 de abril de 1809, na cidade de Cambiano, na arquidiocese de Turim, e foi batizado no mesmo dia de seu nascimento. Ele era filho de Giovanni Pietro Gaude e Angela Maria Petra.
Estudou nas Escolas Pias de Carmagnola e depois dos estudos primários frequentou o seminário de Chieri e depois passou para o de Carmagnola, onde decidiu ingressar na Ordem dos Pregadores em 3 de agosto de 1823.

### Ordenação sacerdotal
Foi ordenado sacerdote em novembro de 1832 em Bolonha. De 1832 a 1833 foi professor de teologia no convento Dominicano de Forlì. Em seguida, ensinou teologia no convento superior da sua ordem em Lugo e, de 1839 a 1844, teologia dogmática e escritura sagrada em Macerata, tornando-se também superior do convento da sua ordem. Para completar seus estudos, de 1844 a 1846 mudou-se para Roma e depois para o convento dominicano na província da Lombardia em março de 1846. Tornou-se procurador geral da Ordem dos Pregadores e professor de teologia dogmática na Universidade La Sapienza de Roma. Em 10 de fevereiro 1851 foi nomeado examinador apostólico do clero romano. Foi também vice-presidente da Pontifícia Comissão para a reconstrução da Basílica de Santa Maria sopra Minerva de Roma, membro da Comissão para a revisão do plano de estudos da sua ordem (de 13 de março de 1852), consultor da Congregação de Bispos (1853) e secretário da Congregação para a instituição do seminário Pio em Roma (a partir de 9 de junho de 1853), da qual se tornou o primeiro reitor em outubro de 1853.

### Cardeal e morte
Foi nomeado cardeal pelo Papa Pio IX no consistório de 17 de dezembro de 1855, recebendo o chapéu vermelho e o título de Santa Maria em Ara Coeli três dias depois, em 20 de dezembro de 1855. Em 21 de dezembro de 1857 foi transferido para o título presbiteral de Santa Maria sopra Minerva, cuja igreja pertencia à Ordem dos Pregadores à qual pertencia.
Foi curador da coleção de bulas papais com o nome de Bullarum Romanum publicada em Torino.
Ele morreu em 14 de dezembro de 1860 em Roma, com apenas 51 anos. Seu corpo foi exposto e enterrado na basílica de Santa Maria sopra Minerva. Seu funeral aconteceu em 18 de dezembro de 1860, com a participação do Papa Pio IX, que quis estar presente pessoalmente.